# Catedral del Sagrado Corazón (Jinan)
La Catedral del Sagrado Corazón  (en chino: 洪家楼耶稣圣心主教座堂) es la catedral de la Arquidiócesis de Jinan en la ciudad de Jinan, capital de la provincia de Shandong, en la República Popular de China. Es la iglesia más grande de la región y un hito de Jinan.
La catedral fue construida durante los años 1901-05 (y ampliada de nuevo en 1906) . El proyecto de construcción fue financiada con fondos de la indemnización que se estipularon en el Protocolo Boxer. El diseño básico de esta iglesia de estilo gótico es de cruz latina, con dos altas torres. Es una reminiscencia de la catedral de Notre Dame de París (Nuestra Señora de París). El edificio principal de la iglesia cubre 1650 metros cuadrados y tiene capacidad para unas 800 personas .
La catedral se cerró en 1966 debido a la Revolución Cultural, cuando se desmantelaron sus muebles de interior. Se volvió a abrir de nuevo el día de Navidad de 1985. En 1992, fue declarada Patrimonio de la provincia de Shandong.